# Bromus eburonensis
Bromus eburonensis là một loài thực vật có hoa trong họ Hòa thảo. Loài này được (Nyman) K.Richt. mô tả khoa học đầu tiên năm 1890.